# Elasipodida
Elasipodida (tidigare Elasipodia) är en ordning av sjögurkor. Till skillnad från andra ordningar bland sjögurkor saknar Elasipodider Tentakel ampuller och vattenlungor (eller har dessa ej förbundna med tarmen). Elasipodider är till största dels utbredda i djuphavet och kan då kan vara pelagiska eller bottenlevande.
Ett karaktäristiskt drag hos nästan alla arter bland Elasipodida är att munöppningen omges av två rader muntentakler.